# Semski Sobor

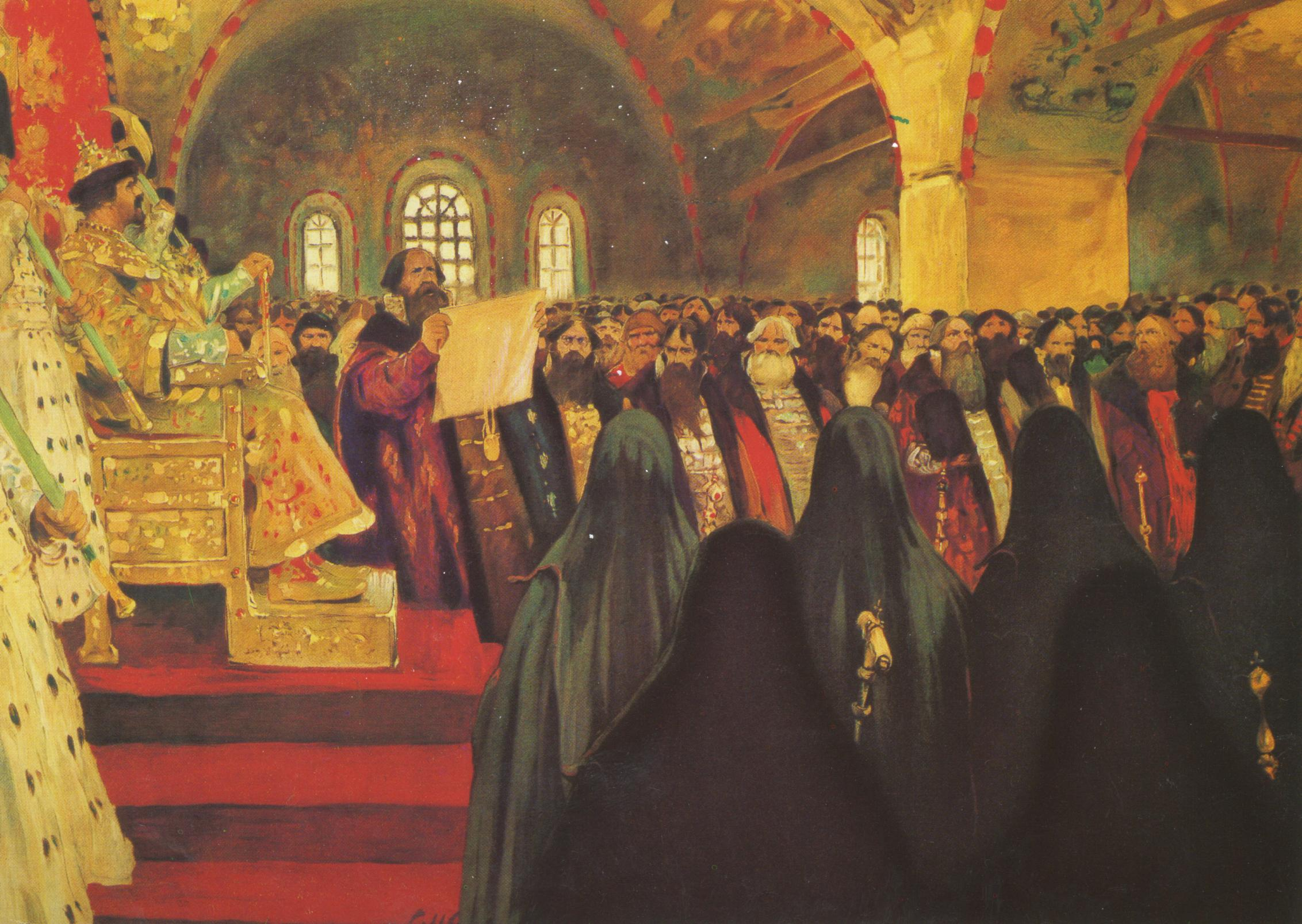
Semski Sobor, Gemälde von Sergei Iwanow (1864–1910) aus dem Jahr 1908

Der Semski Sobor (russisch земский собор, „Landesversammlung“) war eine russische Ständeversammlung, die zunächst in unregelmäßigen Abständen tagte. Mitglieder waren Vertreter der Stände mit Ausnahme der hörigen Bauern. Die Versammlung konnte vom Zaren, vom Patriarchen oder von der Duma einberufen werden.

## Geschichte
Der Semski Sobor stand in Verbindung mit der Herausbildung des russischen Einheitsstaates, der Schwächung der fürstlich-bojarischen Aristokratie, der erhöhten politischen Machtstellung des niederen und mittleren Adels und dem Emporkommen der städtischen Oberschichten im 16. und 17. Jahrhundert.
Der erste Semski Sobor trat im Jahr 1549 in der Regierungszeit von Iwan IV. zusammen. Mitglieder waren zu Anfang die Vertreter des geistlichen Standes, die von einer Synode ernannt wurden, und des weltlichen Standes, der im Wesentlichen aus den Landesherren bestand und aus dem später die Duma hervorging. Auf den Sitzungen wurden wichtige Fragen der Gesellschaft und des Staates beraten. Seit den 1560er Jahren nahmen an den Beratungen des Semski Sobor auch Angehörige des dritten Standes teil, der aus reichen Bürgern, Kaufleuten und Handwerkern bestand. Der Semski Sobor wählte 1598 Boris Godunow, 1613 Michael I. zum Zaren. Unter Zar Michael tagte der Semski Sobor einmal im Jahr.
Die Nachfolger von Michael I., die Romanows, schufen eine absolutistische Regierungspraxis. Der erste Schritt dazu war der Prikas für geheime Staatsangelegenheiten, der von Alexei I. eingesetzt wurde, wodurch der Semski Sobor allmählich seine Bedeutung verlor. Eine letzte bedeutsame Rolle spielte die Versammlung bei der Ausarbeitung des Reichsgesetzbuches von 1649. Damals bestand der Semski Sobor aus 315 Mitgliedern.
1922 rief die Provisorische Amur-Regierung einen „Semski Sobor“ zusammen, der Nikolai Nikolajewitsch Romanow zum Zaren bestimmte.